# Asaphodes humeraria
Asaphodes humeraria är en fjärilsart som beskrevs av Edward Meyrick 1884. Asaphodes humeraria ingår i släktet Asaphodes och familjen mätare. Inga underarter finns listade i Catalogue of Life.